# Beate Schramm
Beate Schramm (Leipzig, RDA, 21 de junio de 1966) es una deportista alemana que compitió para la RDA en remo.
Participó en dos Juegos Olímpicos de Verano, en los años 1988 y 1992, obteniendo una medalla de oro en Seúl 1988, en la prueba de cuatro scull.
Ganó cuatro medallas de oro en el Campeonato Mundial de Remo entre los años 1986 y 1991.

## Palmarés internacional
| Representando a la RDA   |                          |                |              |
| Juegos Olímpicos         |                          |                |              |
| Año                      | Lugar                    | Medalla        | Prueba       |
| 1988                     | Seúl (Corea del Sur)     | Medalla de oro | Cuatro scull |
| Campeonato Mundial       |                          |                |              |
| Año                      | Lugar                    | Medalla        | Prueba       |
| 1986                     | Nottingham (Reino Unido) | Medalla de oro | Doble scull  |
| 1989                     | Bled (Yugoslavia)        | Medalla de oro | Doble scull  |
| 1990                     | Tasmania (Australia)     | Medalla de oro | Doble scull  |
| Representando a Alemania |                          |                |              |
| Campeonato Mundial       |                          |                |              |
| Año                      | Lugar                    | Medalla        | Prueba       |
| 1991                     | Viena (Austria)          | Medalla de oro | Doble scull  |